# Onthophagus tenebrosus
Onthophagus tenebrosus är en skalbaggsart som beskrevs av Edgar von Harold 1871. Onthophagus tenebrosus ingår i släktet Onthophagus och familjen bladhorningar. Inga underarter finns listade i Catalogue of Life.